# Gunnar Jónsson
För andra betydelser, se Gunnar Jonsson.
Gunnar Jónsson är en isländsk skådespelare och komiker. Han gjorde sin debut i vikingafilmen Korpen flyger och var därefter en återkommande samarbetspartner med Hrafn Gunnlaugsson. Han fick senare en större roll i uppföljaren till Korpen flyger, Den vite vikingen, hade en liten roll i Pojkdrömmar och Opinberun Hannesar. Han nominerades 2016 till en Edda för sin roll i filmen En väldig vänskap och vann priset för bästa skådespelare på Tribeca Film Festival 2015. 

## Roller i urval
- Korpen flyger som Dräng (1984)
- Den vite vikingen som Gunnar (1991)
- Pojkdrömmar (1993)
- Mörkrets furste (2000) som Snorri (2000)
- Opinberun Hannesar (2003)
- Astrópía som Cowboy (2007)
- En väldig vänskap som Flosi (2015)
- Bland män och får som Grímur (2016)
- Heartstone som Asgeir (2017)[4]
- The Valhalla Murders  som Vithar (2020)